# UST Global

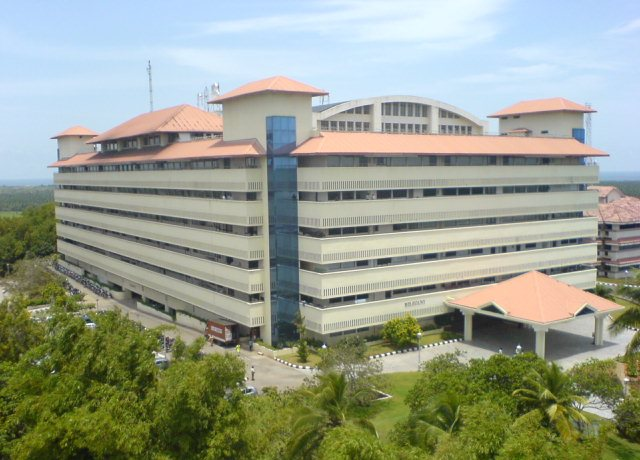
Büros von UST Global im Gebäude Bhavani, Technopark Kerala

UST Global ist ein international tätiges IT-Dienstleistungsunternehmen. Der Hauptsitz ist in Kalifornien, USA. UST Global ist durch KPMG als CMMI und PCMM Level 5 Unternehmen zertifiziert. Das Unternehmen hält sich bei der Entwicklung an Six Sigma. Alle Büros von UST Global in Indien sind ISO/IEC 27001-zertifiziert.

## Geschichte
Das Unternehmen wurde im Jahr 1998 von Steve Ross in Kalifornien gegründet. Im Jahr 1999 startete UST Global mit der operativen Tätigkeit im Technopark Kerala. Im gleichen Jahr kaufte das Unternehmen die Pinacle Consulting in Kalifornien.
Im Jahr 2004 wurde ein Büro in Malaysia eröffnet. Ein Jahr später wurde UST Global durch KPMG als CMMI und PCMM Level 5 Unternehmen zertifiziert. Das Unternehmen trägt bis ins Jahr 2006 den Namen US Technology.
Im Jahr 2006 wurde das erste europäische Büro in London eröffnet, im Jahr 2009 kaufte das Unternehmen die Rechte an der Marke in der Schweiz. UST Global expandierte im Jahr 2009 nach Lateinamerika, es ist ein Büro in Chile eröffnet worden.

## Dienstleistungen
UST Global bietet Dienstleistungen im Bereich der Informationstechnologie an. So beschäftigt sich das Unternehmen z. B. mit Data Analytics und Statistiken, dem Einrichten und Warten von Cloud Servern und der Internetsicherheit. Ein weiterer Schwerpunkt stellt das Arbeiten mit mobilen Geräten und der Datenverarbeitung und dem Management von Internetseiten dar.